# Rondibilis blotei
Rondibilis blotei är en skalbaggsart som först beskrevs av Stefan von Breuning 1957.  Rondibilis blotei ingår i släktet Rondibilis och familjen långhorningar. Inga underarter finns listade i Catalogue of Life.